# Steatoda palomara
Steatoda palomara är en spindelart som beskrevs av Chamberlin och Ivie 1935. Steatoda palomara ingår i släktet vaxspindlar, och familjen klotspindlar. Inga underarter finns listade i Catalogue of Life.